# Arielle Gold
Arielle Gold (Steamboat Springs, 4 maggio 1996) è una snowboarder statunitense.

## Biografia
Specialista di halfpipe e slopestyle,  ha esordito in Coppa del Mondo di snowboard il 28 agosto 2011 a Cardrona, in Nuova Zelanda. Campionessa del mondo nel 2013 nell'halfpipe, ha ottenuto la medaglia di bronzo nell'halfpipe durante i giochi olimpici invernali di PyeongChang 2018.

## Palmarès

### Olimpiadi
- 1 medaglia:
  - 1 bronzo (halfpipe a Pyeongchang 2018)

### Mondiali
- 1 medaglia:
  - 1 oro (halfpipe a Stoneham 2013)

### Winter X Games
- 5 medaglie:
  - 2 argenti (superpipe ad Aspen 2016; superpipe ad Aspen 2018)
  - 3 bronzi (superpipe ad Aspen 2013; superpipe a Tignes 2013; superpipe a Oslo 2016)

### Giochi olimpici giovanili
- 2 medaglie:
  - 2 argenti (halfpipe, slopestyle a Innsbruck 2012)

### Mondiali juniores
- 1 medaglia
  - 1 oro (halfpipe a Sierra Nevada 2012)

### Coppa del Mondo
- Miglior piazzamento nella Coppa del Mondo generale di freestyle: 6ª nel 2013 e nel 2015
- Miglior piazzamento nella Coppa del Mondo di halfpipe: 2ª nel 2015
- 6 podi:
  - 5 secondi posti
  - 1 terzo posto